# Konstantinopelkonventionen
Konstantinopelkonventionen (franska: Convention de Constantinople) var ett internationellt fördrag som slöts i Konstantinopel den 29 oktober 1888 gällande kontrollen över Suezkanalen, en tvistefråga främst mellan Storbritannien och Frankrike.
Konventionen signerades av Förenade kungadömet Storbritannien och Irland, Franska republiken, Tyska riket, Österrike-Ungern, Spanien, Kungariket Italien, Nederländerna, Ryska imperiet och Osmanska riket. Khedivatet Egypten, genom vars territorium kanalen skulle gå, var formellt underställt den turkiske sultanen och ägde därför ingen egen representationsrätt.

## Historia

### Bakgrund
Suezkanalen hade börjat byggas på 1850-talet av fransmännen enligt en koncession given av Egyptens dåvarande härskare, khediven Said Pascha. Planerandet av kanalen hade legat i händerna hos en internationell kommission men det var franska intressenter som hade initiativet. År 1858 hade Suezkanalbolaget bildats med syfte att anlägga själva kanalen. Eftersom bolaget dominerades av fransmän kände den brittiska regeringen att dess koloniala och sjöfartsintressen hotades. 1875 köpte den brittiska regeringen samtliga av Egyptens aktier i bolaget. När brittiska styrkor så år 1882 ockuperade Egypten uppkom en konflikt mellan de franska investerarnas, och i förlängningen den franska regeringens, intressen och den brittiska ockupationsmaktens anspråk.

### Konventionen
Konstantinopelkonventionen var ett sätt för att undvika eskalering av konflikten genom en kompromiss. Enligt dess artikel I ska samtliga fartyg oavsett flagg och oavsett krigs- eller fredstid ha rätt att navigera Suezkanalen. Samtidigt gav artikel X khediven rätt att vidta åtgärder för "försvar av Egypten samt upprätthållande av ordningen". Detta gav upphov till olika tolkningar av konventionen då artiklarna stod i konflikt med varandra.
Britterna godkände dock endast konventionen med en "allmän reservation" i försvar av ockupationsmaktens myndighetsutövande. Frankrike godtog detta samtidigt som man förklarade att reservationen urholkade konventionen fullständigt. Först genom undertecknandet av Entente cordiale år 1904 drog Storbritannien tillbaka reservationen varefter konventionen kunde träda i full kraft med undantag för den övervakande kommission som angavs i artikel VIII.

## Uppföljning
Sedan konventionen trädde i kraft år 1904 har den beroende på politiska omständigheter tolkats olika. Vid första världskrigets utbrott deklarerade den dåvarande khediven att Suezkanalen skulle vara öppen för alla i enlighet med konventionen. Britterna störtade honom, avskaffade khedivatet och stängde kanalen för centralmakterna efter att ha åberopat försvar av kanalens säkerhet som anledning.
Artikel X åberopades av britterna under andra världskriget för att hindra axelmakternas handelsflottor från att använda kanalen. Kungariket Egypten gjorde det samma för att stänga ute israeliska skepp under 1948 års arabisk-israeliska krig.